# Élections au Parlement d'Andalousie de 2026
Les élections au Parlement d'Andalousie de 2026 (en espagnol : elecciones al Parlamento de Andalucía de 2026) se tiennent au plus tard le samedi 19 septembre 2026, afin d'élire les 109 députés de la XIIIe législature du Parlement d'Andalousie pour un mandat de quatre ans.

## Contexte
Lors des élections régionales anticipées du 19 juin 2022, le Parti populaire (PP) du président de la Junte Juan Manuel Moreno remporte la majorité absolue au Parlement avec 58 sièges et 43 % des suffrages exprimés. Obtenant le meilleur résultat de son histoire régionale, le PP remporte ainsi une victoire historique dans la mesure où l'Andalousie était depuis quatre décennies un fief du Parti socialiste (PSOE), qui réalise pour sa part sa plus mauvaise performance. En s'imposant dans les huit circonscriptions et les vingt plus grandes villes de la communauté autonome, le parti de centre droit remporte un succès indiscutable qui le libère de toute dépendance envers Vox.
Le 21 juillet, Juan Manuel Moreno obtient l'investiture du Parlement par 58 voix favorables sur 109, 37 voix contre et 13 abstentions : seul le PP vote en sa faveur tandis que Vox s'abstient, les trois formations de gauche et centre gauche lui refusant leur confiance. Il dévoile la composition de son deuxième gouvernement quatre jours plus tard.
Les élections municipales du 28 mai 2023 confirment la domination du PP sur le PSOE. Le Parti populaire s'impose en voix au niveau de la communauté autonome et vire en tête dans six des huit provinces et sept des huit chefs-lieux de province. Grâce à un accord au niveau du conseil municipal de Jaén, le PP parvient à prendre le contrôle des mairies de toutes les capitales provinciales. Il obtient également la présidence de six des huit députations provinciales. Aux élections générales anticipées du 23 juillet suivant, le PP enchaîne avec une troisième victoire de rang mais dans des proportions moindres, avec une avance de trois points de pourcentage sur le PSOE contre dix-neuf points lors des régionales, les socialistes conservant leur statut de première force politique dans leur bastion de la province de Séville.
En avril 2025, Juan Manuel Moreno indique son intention d'amener la législature à son terme, donc que les élections auront lieu en juin 2026.

## Mode de scrutin
Le Parlement d'Andalousie (Parlamento de Andalucía) est une assemblée parlementaire monocamérale constituée de 109 députés (diputados) élus pour une législature de quatre ans au suffrage universel direct selon les règles du scrutin proportionnel d'Hondt par l'ensemble des personnes résidant dans la communauté autonome où résidant momentanément à l'extérieur de celle-ci, si elles en font la demande.

### Convocation du scrutin
Conformément à l'article 101 du statut d'autonomie de l'Andalousie, le Parlement est élu pour un mandat de quatre ans.
L'article 14 de la loi électorale andalouse du 2 janvier 1986 précise que les élections sont convoquées au moyen d'un décret du président de la Junte d'Andalousie « qui établira la date du vote, qui ne peut être comprise entre le 1er juillet et le 31 août ». Cette interdiction a été instaurée en 1994, suivant des débats préalables aux élections de 1990, afin d'éviter une chute de la participation causée par la combinaison des vacances et des fortes chaleurs habituelles en Andalousie à cette période.
En vertu de la première disposition finale de cette même loi, les délais de convocation des élections générales s'appliquent aux élections andalouses. Ainsi, en cas de scrutin tenu au terme naturel de la législature, le décret de convocation est signé 25 jours avant l'expiration du mandat, publié le lendemain au Bulletin officiel de la Junte d'Andalousie (BOJA) et organise la tenue des élections 54 jours plus tard ; en cas de dissolution anticipée, la publication intervient dès le lendemain de la signature du décret.
Les dernières élections ayant eu lieu le 19 juin 2022, le mandat de la XIIe législature doit prendre fin le 19 juin 2026. Le Parlement devra donc être dissous le 25 mai 2026 et les élections organisées le 19 septembre suivant, en raison de l'interdiction de tenir un scrutin en juillet et août.

### Nombre de députés par circonscription
Puisque l'article 101 du statut d'autonomie prévoit que « le Parlement sera composé d'au moins 109 députés » et l'article 104 précise que « la circonscription électorale est la province » et interdit qu'aucune province n'élise plus du double de parlementaires qu'une autre, l'article 17 de la loi électorale attribue à chaque circonscription provinciale huit sièges, les 45 mandats restants étant distribués en fonction de la population provinciale.

### Présentation des candidatures
Peuvent présenter des candidatures, : 
- les partis et fédérations de partis inscrits auprès des autorités ;
- les coalitions de partis et/ou fédérations inscrites auprès de la commission électorale au plus tard dix jours après la convocation du scrutin ;
- les groupes d'électeurs bénéficiant du parrainage d'au moins 1 % des électeurs de la circonscription.

### Répartition des sièges
Seules les listes ayant recueilli au moins 3 % des suffrages exprimés — ce qui inclut les bulletins blancs — dans une circonscription peuvent participer à la répartition des sièges à pourvoir dans cette circonscription, qui s'organise en suivant différentes étapes : 
- les listes sont classées en une colonne par ordre décroissant du nombre de suffrages obtenus ;
- les suffrages de chaque liste sont divisés par 1, 2, 3... jusqu'au nombre de députés à élire afin de former un tableau ;
- les mandats sont attribués selon l'ordre décroissant des quotients ainsi obtenus[19],[20].

## Campagne

### Partis et chefs de file
| Force politique | Force politique                                                                                    | Force politique | Idéologie                                                                       | Chef de file                                | Résultats en 2022           |
| --------------- | -------------------------------------------------------------------------------------------------- | --------------- | ------------------------------------------------------------------------------- | ------------------------------------------- | --------------------------- |
|                 | Parti populaire (es) Partido Popular                                                               | PP              | Centre droit à droite Libéral-conservatisme, démocratie chrétienne, unionisme   | Juanma Moreno (Président de la Junte)       | 43,11 % des voix 58 députés |
|                 | Parti socialiste ouvrier espagnol d'Andalousie (es) Partido Socialista Obrero Español de Andalucía | PSOE-A          | Centre gauche Social-démocratie, progressisme, régionalisme                     | María Jesús Montero (Ministre des Finances) | 24,10 % des voix 30 députés |
|                 | Vox                                                                                                | Vox             | Droite radicale à extrême droite Néo-franquisme, centralisme, ultranationalisme |                                             | 13,47 % des voix 14 députés |
|                 | Pour l'Andalousie (es) Por Andalucía                                                               | PorA            | Gauche Progressisme, écologisme, régionalisme                                   | Inma Nieto (es)                             | 7,70 % des voix 5 députés   |
|                 | Adelante Andalucía (fr) En avant l'Andalousie                                                      | AA              | Gauche radicale Nationalisme andalou, anticapitalisme, écologie, féminisme      |                                             | 4,58 % des voix 2 députés   |

## Résultats

### Participation
| Taux de participation | En 2022 | En 2026 | Différence |
| --------------------- | ------- | ------- | ---------- |
| à 11 heures 30        | 15,44 % |         |            |
| à 14 heures           | 34,25 % |         |            |
| à 18 heures           | 44,52 % |         |            |
| à 20 heures           | 58,36 % |         |            |

### Total régional
| Représentation en hémicycle sur un axe gauche-droite du résultat. |                                                         |      |   |     |        |               |
| Partis                                                            | Partis                                                  | Voix | % | +/- | Sièges | +/-           |
|                                                                   | Parti populaire (PP)                                    |      |   |     |        |               |
|                                                                   | Parti socialiste ouvrier espagnol d'Andalousie (PSOE-A) |      |   |     |        |               |
|                                                                   | Vox                                                     |      |   |     |        |               |
|                                                                   | Pour l'Andalousie (PorA)                                |      |   |     |        |               |
|                                                                   | Adelante Andalucía (AA)                                 |      |   |     |        |               |
|                                                                   | Parti animaliste avec l'environnement (PACMA)           |      |   |     |        |               |
|                                                                   | Jaén mérite plus (JM+)                                  |      |   |     |        |               |
|                                                                   | Andaluces Levantaos (AL)                                |      |   |     |        |               |
|                                                                   | Autres                                                  |      |   | –   | 0      | en stagnation |
|                                                                   | Vote blanc                                              |      |   |     |        |               |
|                                                                   |                                                         |      |   |     |        |               |
| Votes valides                                                     |                                                         |      |   |     |        |               |
| Votes nuls                                                        |                                                         |      |   |     |        |               |
| Total                                                             | Total                                                   |      |   | –   | 109    |               |
| Abstentions                                                       |                                                         |      |   |     |        |               |
| Inscrits / Participation                                          |                                                         |      |   |     |        |               |

#### Par circonscription
| Circonscription | Circonscription | Almería | Almería | Almería | Almería | Cadix  | Cadix  | Cadix  | Cadix  | Cordoue | Cordoue | Cordoue | Cordoue | Grenade | Grenade | Grenade | Grenade |
| --------------- | --------------- | ------- | ------- | ------- | ------- | ------ | ------ | ------ | ------ | ------- | ------- | ------- | ------- | ------- | ------- | ------- | ------- |
|                 |                 |         |         |         |         |        |        |        |        |         |         |         |         |         |         |         |         |
| Sièges          |                 |         |         |         |         |        |        |        |        |         |         |         |         |         |         |         |         |
|                 |                 |         |         |         |         |        |        |        |        |         |         |         |         |         |         |         |         |
|                 |                 | Nombre  | Nombre  | %       | %       | Nombre | Nombre | %      | %      | Nombre  | Nombre  | %       | %       | Nombre  | Nombre  | %       | %       |
| Inscrits        | Inscrits        |         |         | 100,00  | 100,00  |        |        | 100,00 | 100,00 |         |         | 100,00  | 100,00  |         |         | 100,00  | 100,00  |
| Abstentions     |                 |         |         |         |         |        |        |        |        |         |         |         |         |         |         |         |         |
| Votants         |                 |         |         |         |         |        |        |        |        |         |         |         |         |         |         |         |         |
| Nuls            |                 |         |         |         |         |        |        |        |        |         |         |         |         |         |         |         |         |
| Exprimés        |                 |         |         |         |         |        |        |        |        |         |         |         |         |         |         |         |         |
|                 |                 |         |         |         |         |        |        |        |        |         |         |         |         |         |         |         |         |
| Partis          | Partis          | Voix    | %       | Sièges  | +/−     | Voix   | %      | Sièges | +/−    | Voix    | %       | Sièges  | +/−     | Voix    | %       | Sièges  | +/−     |
|                 | PP              |         |         |         |         |        |        |        |        |         |         |         |         |         |         |         |         |
|                 | PSOE-A          |         |         |         |         |        |        |        |        |         |         |         |         |         |         |         |         |
|                 | Vox             |         |         |         |         |        |        |        |        |         |         |         |         |         |         |         |         |
|                 | PorA            |         |         |         |         |        |        |        |        |         |         |         |         |         |         |         |         |
|                 | AA              |         |         |         |         |        |        |        |        |         |         |         |         |         |         |         |         |
|                 | Autres          |         |         |         |         |        |        |        |        |         |         |         |         |         |         |         |         |
|                 | Blanc           |         |         |         |         |        |        |        |        |         |         |         |         |         |         |         |         |

| Circonscription | Circonscription | Huelva | Huelva | Huelva | Huelva | Jaén   | Jaén   | Jaén   | Jaén   | Málaga | Málaga | Málaga | Málaga | Séville | Séville | Séville | Séville |
| --------------- | --------------- | ------ | ------ | ------ | ------ | ------ | ------ | ------ | ------ | ------ | ------ | ------ | ------ | ------- | ------- | ------- | ------- |
|                 |                 |        |        |        |        |        |        |        |        |        |        |        |        |         |         |         |         |
| Sièges          |                 |        |        |        |        |        |        |        |        |        |        |        |        |         |         |         |         |
|                 |                 |        |        |        |        |        |        |        |        |        |        |        |        |         |         |         |         |
|                 |                 | Nombre | Nombre | %      | %      | Nombre | Nombre | %      | %      | Nombre | Nombre | %      | %      | Nombre  | Nombre  | %       | %       |
| Inscrits        | Inscrits        |        |        | 100,00 | 100,00 |        |        | 100,00 | 100,00 |        |        | 100,00 | 100,00 |         |         | 100,00  | 100,00  |
| Abstentions     |                 |        |        |        |        |        |        |        |        |        |        |        |        |         |         |         |         |
| Votants         |                 |        |        |        |        |        |        |        |        |        |        |        |        |         |         |         |         |
| Nuls            |                 |        |        |        |        |        |        |        |        |        |        |        |        |         |         |         |         |
| Exprimés        |                 |        |        |        |        |        |        |        |        |        |        |        |        |         |         |         |         |
|                 |                 |        |        |        |        |        |        |        |        |        |        |        |        |         |         |         |         |
| Partis          | Partis          | Voix   | %      | Sièges | +/−    | Voix   | %      | Sièges | +/−    | Voix   | %      | Sièges | +/−    | Voix    | %       | Sièges  | +/−     |
|                 | PP              |        |        |        |        |        |        |        |        |        |        |        |        |         |         |         |         |
|                 | PSOE-A          |        |        |        |        |        |        |        |        |        |        |        |        |         |         |         |         |
|                 | Vox             |        |        |        |        |        |        |        |        |        |        |        |        |         |         |         |         |
|                 | PorA            |        |        |        |        |        |        |        |        |        |        |        |        |         |         |         |         |
|                 | AA              |        |        |        |        |        |        |        |        |        |        |        |        |         |         |         |         |
|                 | Autres          |        |        |        |        |        |        |        |        |        |        |        |        |         |         |         |         |
|                 | Blanc           |        |        |        |        |        |        |        |        |        |        |        |        |         |         |         |         |